# Canje de deuda por naturaleza

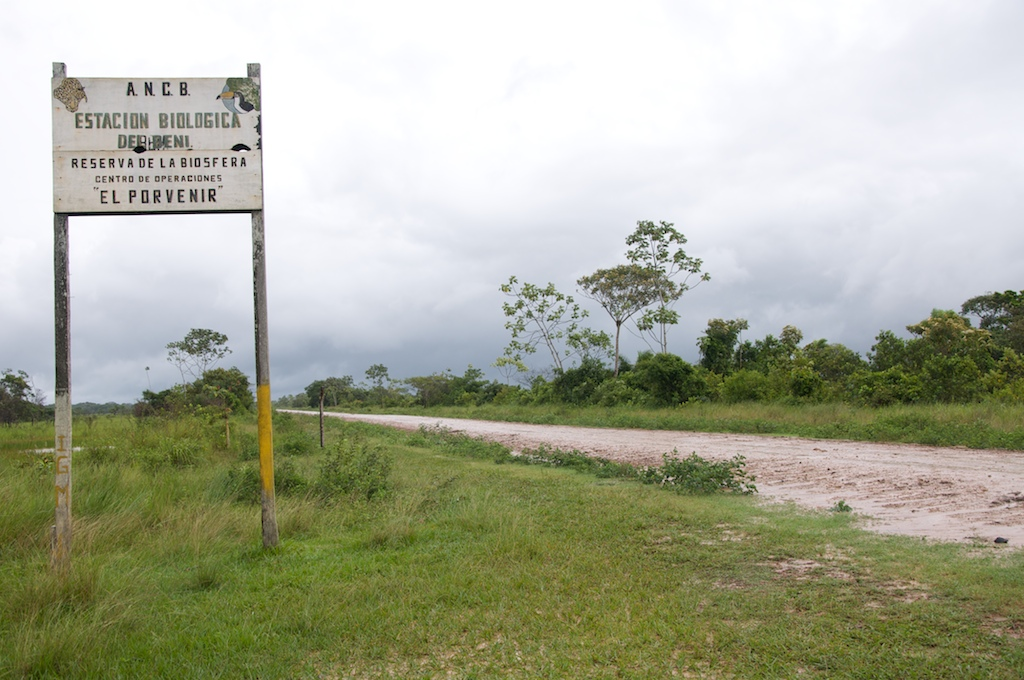
Estación Biológica del Beni, Bolivia.

El canje de deuda por naturaleza (o, alternativamente, canje de deuda por acción climática) es un tipo de canje de deuda externa donde el país deudor genera un mecanismo financiero que permite el intercambio de una parte de la deuda para la conservación y preservación de un espacio natural o para la acción climática. Los canjes de deuda por naturaleza tienen dos objetivos: mejorar la calidad ambiental y reducir la carga de la deuda.Generalmente, este intercambio consiste en comprar la deuda externa de un país, convertirla en moneda nacional y utilizar el dinero para financiar proyectos de conservación ambiental.
Fueron propuestos como mecanismos financieros por las organizaciones The Nature Conservancy y el World Wildlife Fund en la década de los '80. El primer canje de deuda por naturaleza ocurrió en Bolivia en 1987, que estableció tres áreas de conservación alrededor de la Reserva de Beni. Entre el período 1980-2009 se llevaron al menos 128 experiencias de canje de deuda por servicios sociales, incluyendo canjes de deuda por naturaleza.

## Historia
El canje de deuda por naturaleza se estableció como un mecanismo innovador en 1984, impulsado por el Fondo Mundial para la Naturaleza (WWF). Este modelo buscaba convertir parte de la deuda externa de los países en desarrollo en fondos destinados a iniciativas de conservación ambiental. Su creación se fundamentó en la relación entre dos desafíos globales: por un lado, la alta concentración de biodiversidad en estos países, y por otro, las severas presiones económicas derivadas de su deuda externa.

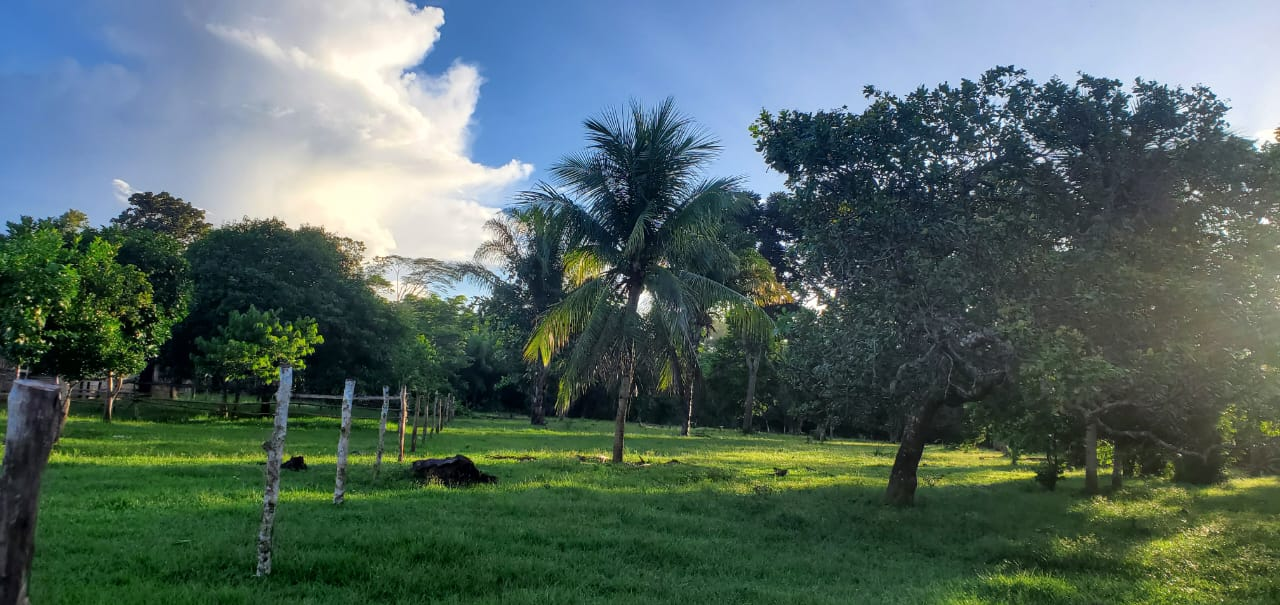
Parque Nacional Beni.

El primer acuerdo de canje de deuda por naturaleza tuvo lugar en 1987, cuando Conservation International compró deuda boliviana a un precio reducido y negoció con el gobierno para destinar los recursos liberados a la protección del Parque Nacional Beni. Este caso sentó un precedente, demostrando la viabilidad del mecanismo como herramienta de conservación y atrayendo la atención de organizaciones internacionales y gobiernos.

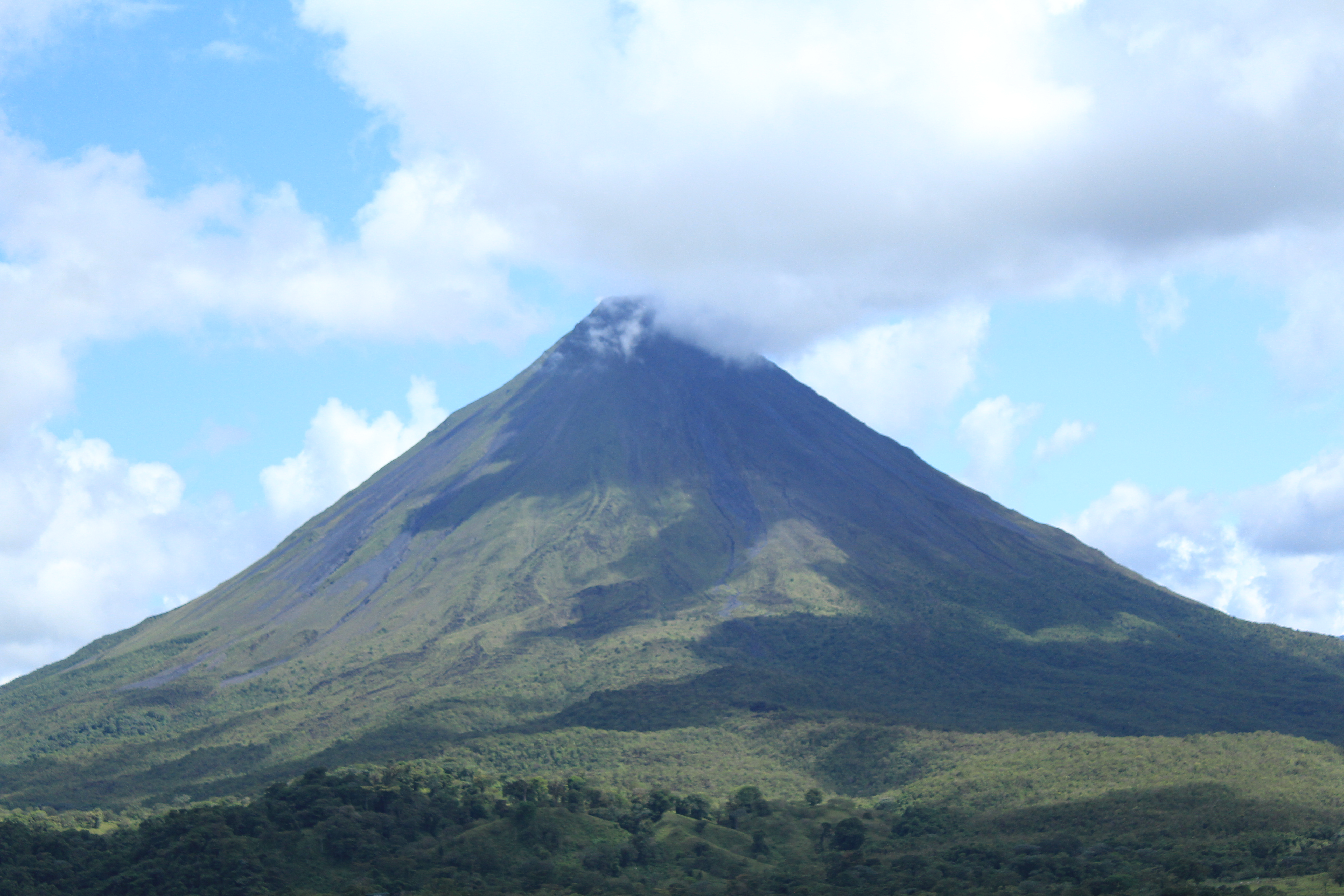
El Parque Nacional Volcán Arenal se ubica en la parte central de Costa Rica y es parte del Área Protegida Huertar Norte.

El funcionamiento inicial del canje adoptó un esquema inspirado en la conversión de deuda en capital. En este modelo, agentes del sector privado adquirían deuda externa con descuento en los mercados secundarios y la intercambiaban por inversiones en moneda local para financiar proyectos dentro del país endeudado. Sin embargo, la finalidad del canje de deuda por naturaleza se diferencia significativamente de la conversión de deuda en capital, ya que el objetivo principal no es la obtención de ganancias para inversores, sino la generación de recursos adicionales dedicados exclusivamente a actividades de conservación ambiental.
A finales de la década de 1980 y principios de los 90, otros países como Costa Rica y Madagascar implementaron canjes de deuda por naturaleza para proteger áreas de alta biodiversidad. En 1991, por ejemplo, el gobierno costarricense acordó destinar fondos obtenidos a través de un canje para fortalecer su Sistema Nacional de Áreas de Conservación (SINAC), consolidando su posición como líder en conservación ambiental en América Latina.
A diferencia de otros esquemas financieros, este mecanismo no implica la transferencia de propiedad ni la repatriación de capitales a actores internacionales. En cambio, los recursos se mantienen en el país beneficiario y se destinan a proteger ecosistemas críticos, apoyar programas de educación ambiental, fortalecer áreas protegidas y promover prácticas sostenibles. Desde su implementación inicial, el canje de deuda por naturaleza ha evolucionado para incluir acuerdos trilaterales, involucrando no solo a gobiernos y organizaciones internacionales, sino también a entidades multilaterales como el Banco Mundial y el Fondo para el Medio Ambiente Mundial (GEF).
En las décadas siguientes, este mecanismo ha continuado ampliándose, con ejemplos destacados como el acuerdo entre Estados Unidos y Perú en 2008, que permitió proteger millones de hectáreas de la Amazonía peruana. Estos acuerdos han consolidado al canje de deuda por naturaleza como una herramienta clave en la intersección entre finanzas internacionales y conservación ambiental.